# Крячок сірокрилий
Крячок сірокрилий (Anous albivitta) — вид морських сивкоподібних птахів підродини крячкових (Sterninae) родини мартинових (Laridae).

## Поширення
Вид поширений на півдні Тихого океану. Харчується на мілководді, тримаючись поблизу від гніздових колоній. Птахи збираються у великі зграї по тисячі особин.

## Опис
Довжина птаха становить 28-31 см, розмах крил від 46 до 60 см, важить близько 75 г. Хвіст досить довгий і зубчастий. Оперення світло-сіре, майже біле на голові, але темніше на спині, хвості і крилах.

## Підвиди
Виділяють три підвиди:
- A. a. albivitta (Bonaparte, 1856): Лорд-Гав, острови Норфолк і Кермадек, Тонга;
- A. a. skottsbergii (Lönnberg, 1921): острови Гендерсон, Пасхи та Сала-і-Гомес (на захід від Чилі);
- A. a. imitatrix (Mathews, 1912): острови Сан-Амбросіо та Сан-Фелікс (на захід від Чилі).